# René Enders
René Enders (ur. 13 lutego 1987 w Zeulenroda-Triebes) – niemiecki kolarz torowy, dwukrotny medalista olimpijski, wielokrotny medalista mistrzostw świata i dwukrotny mistrz Europy.

## Kariera
Pierwszy sukces w karierze René Enders osiągnął w 2005 roku, kiedy zdobył złoty medal w sprincie drużynowym i brązowy w keirinie podczas torowych mistrzostw świata juniorów. Trzy lata później wystąpił na igrzyskach olimpijskich w Pekinie, gdzie razem z Maximilianem Levym, Stefanem Nimke zdobył brązowy medal w sprincie drużynowym. Wynik ten powtórzył wspólnie z Robertem Förstemannem i Maximilianem Levym na rozgrywanych cztery lata później igrzyskach w Londynie. W tej samej konkurencji Niemcy z Endersem w składzie zdobyli także złote medale na mistrzostwach świata w Apeldoorn (2011) i mistrzostwach świata w Mińsku (2013), srebrny na mistrzostwach świata w Cali (2014) oraz brązowy podczas mistrzostw świata w Pruszkowie (2009). Ponadto złote medale w sprincie drużynowym zdobywał też na mistrzostwach Europy w Apeldoorn w 2011 roku i mistrzostwach Europy w Apeldoorn w 2013 roku. Jest również wielokrotnym medalistą torowych mistrzostw kraju.